# Werndl-Denkmal

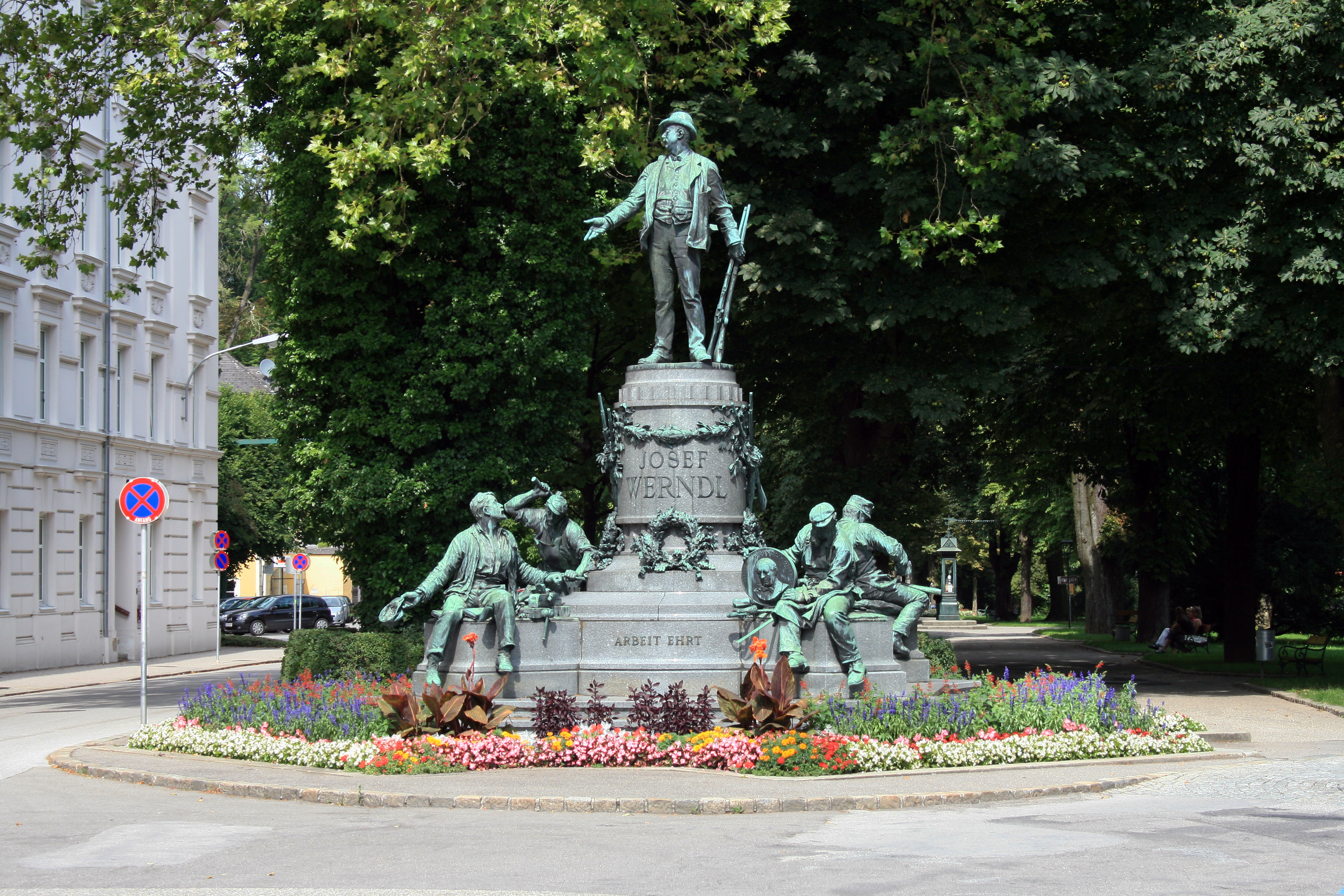
Das Werndl-Denkmal

Das Werndl-Denkmal in Steyr (Enrica-von-Handel-Mazzetti-Promenade) ist ein Werk des österreichischen Bildhauers Viktor Tilgner aus dem Jahr 1894. Es stellt den Industriellen Josef Werndl inmitten seiner Arbeiter dar.

## Geschichte
Bereits kurz nach Werndls Tod beantragte der Möbelhändler Franz Tomitz die Errichtung eines Denkmals. Der Steyrer Ehrenbürger Tomitz war von 1875 bis 1901 Gemeinderat und hatte bereits 1880 die 900-Jahr-Feier der Stadt organisiert. Am 1. Mai 1889 fasste der Gemeinderat den entsprechenden Beschluss, die weitere Initiative lag jedoch hauptsächlich bei der Österreichischen Waffenfabriksgesellschaft. Am 4./5. Juni 1891 hielt sich Viktor Tilgner in der Stadt auf, um wegen des geplanten Denkmals Rücksprache zu halten. Der Künstler hatte bereits die 1890 enthüllte Schubert-Gedenkplakette am Schuberthaus (Stadtplatz 16) gestaltet. Ein späteres Werk Tilgners ist die Brucknerbüste am Steyrer Brucknerplatz (1898).  Nach der Überlieferung sollte das Werndl-Denkmal zuerst nicht an der Promenade errichtet werden, sondern entweder am Platz vor der Industriehalle (heute Stadttheater), am Leitnerberg mit Aussicht auf die alte Waffenfabrik oder am Stadtplatz. Die Entscheidung fiel schließlich für die Promenade, an deren Gestaltung Werndl maßgeblich beteiligt war (siehe auch: Steyr – Schleifung der mittelalterlichen Befestigungsanlagen). An der von der Promenade abzweigenden Preuenhueberstraße liegt überdies das von Werndl errichtete Schloss Voglsang. Die feierliche Enthüllung des Denkmals fand am 10. November 1894 statt, während des Zweiten Weltkriegs wurde es abgebaut und im September 1945 wieder aufgestellt.
Im Rahmen der Oberösterreichischen Landesausstellung 1998 war das Denkmal Teil einer temporären Video-Computer-Lichtinstallation (Tassilo Blittersdorff gemeinsam mit Bernadette Huber).

## Beschreibung

Die feierliche Enthüllung

Die Bronzefiguren sind überlebensgroß. Unterer und oberer Sockel sind aus grauem Mauthausener Granit.  Auf dem Sockel mit den Figuren der vier Arbeiter steht: „ARBEIT EHRT“. Der hohe Sockel trägt die Aufschrift „JOSEF / WERNDL“. Er ist überdies mit Eichenlaubkränzen und Waffen dekoriert. Josef Werndl hält in der linken Hand Gewehre und weist mit der rechten auf seine Arbeiter: einen Schmied, einen Monteur, einen alten Säbelmacher und einen Tischler. Der Tischler schwingt grüßend seine Mütze und erwidert damit Werndls Geste, der Säbelmacher hält ein Bild von Werndls Vater Leopold Werndl. Der Schmied und der Monteur an der Rückseite sind tätig, während der Tischler und der Säbelmacher ausruhen. Alle Figuren tragen ihre Arbeits- bzw. Alltagskleidung. Auf der Rückseite steht: „DIE / DANKBAREN / MITBÜRGER / 1894“.
Tilgners Arbeit ist das bedeutendste österreichische Beispiel eines bürgerlichen Monumentaldenkmals. Tilgner orientierte sich unter anderem am Maria-Theresien-Denkmal in Wien: Werndl bildet wie Maria Theresia den erhöhten Mittelpunkt, die Generäle an den Ecken sind durch Arbeiter ersetzt. Werndl ist überdies als stehender Herrscher mit Allocutio-Geste abgebildet, die Gewehre in der linken Hand ersetzen den Marschallstab.

### Galerie

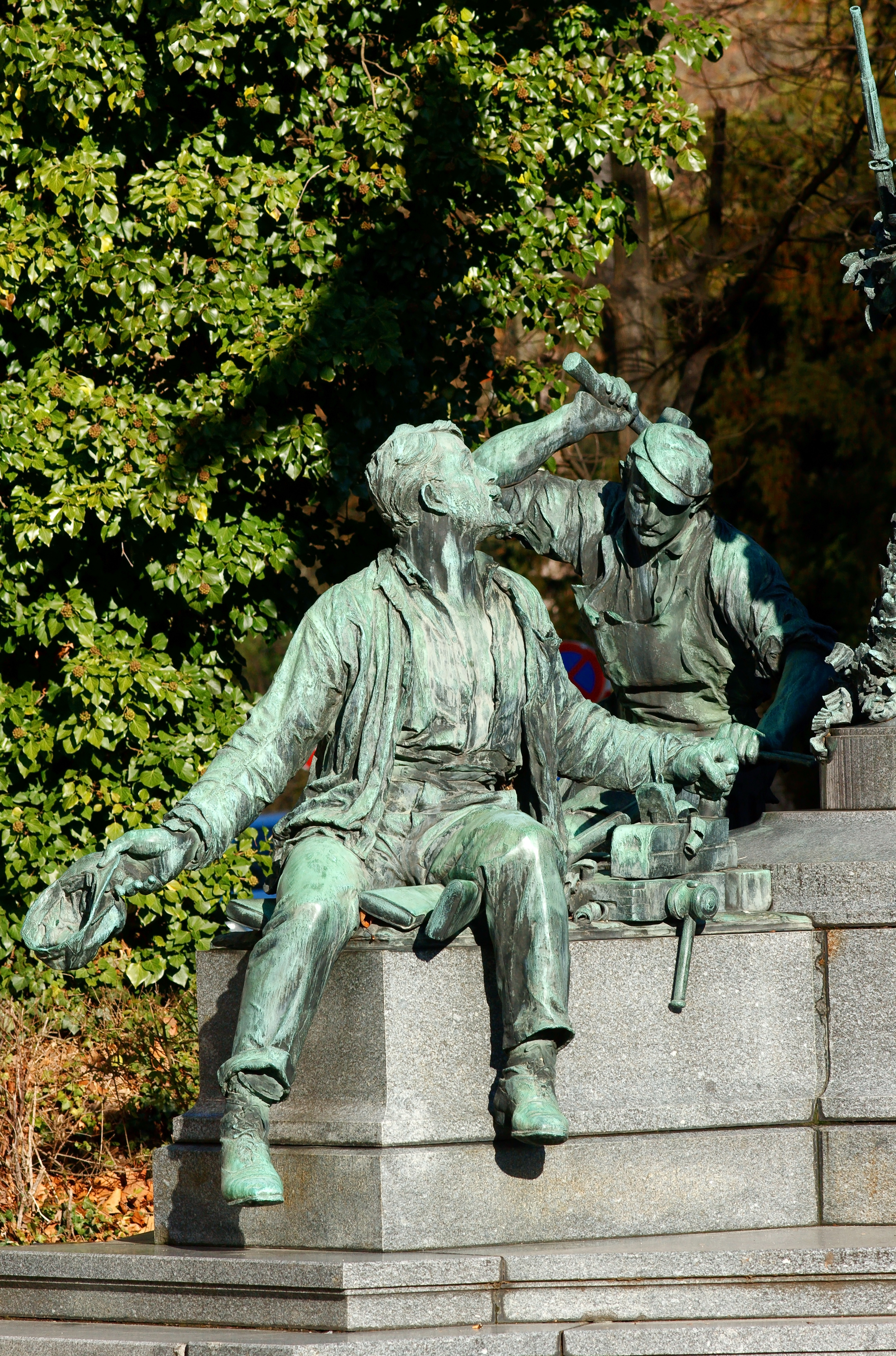
Tischler
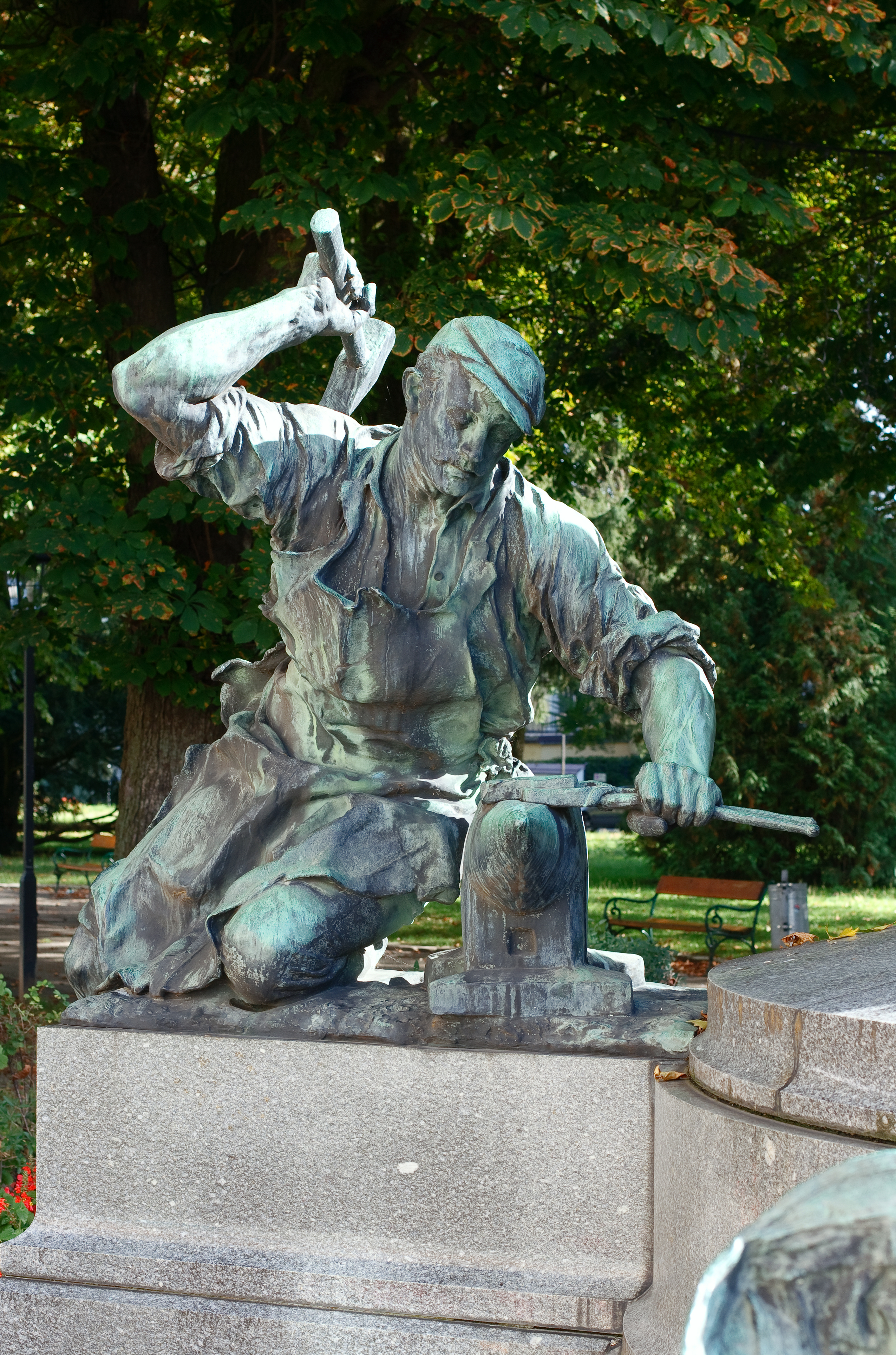
Schmied
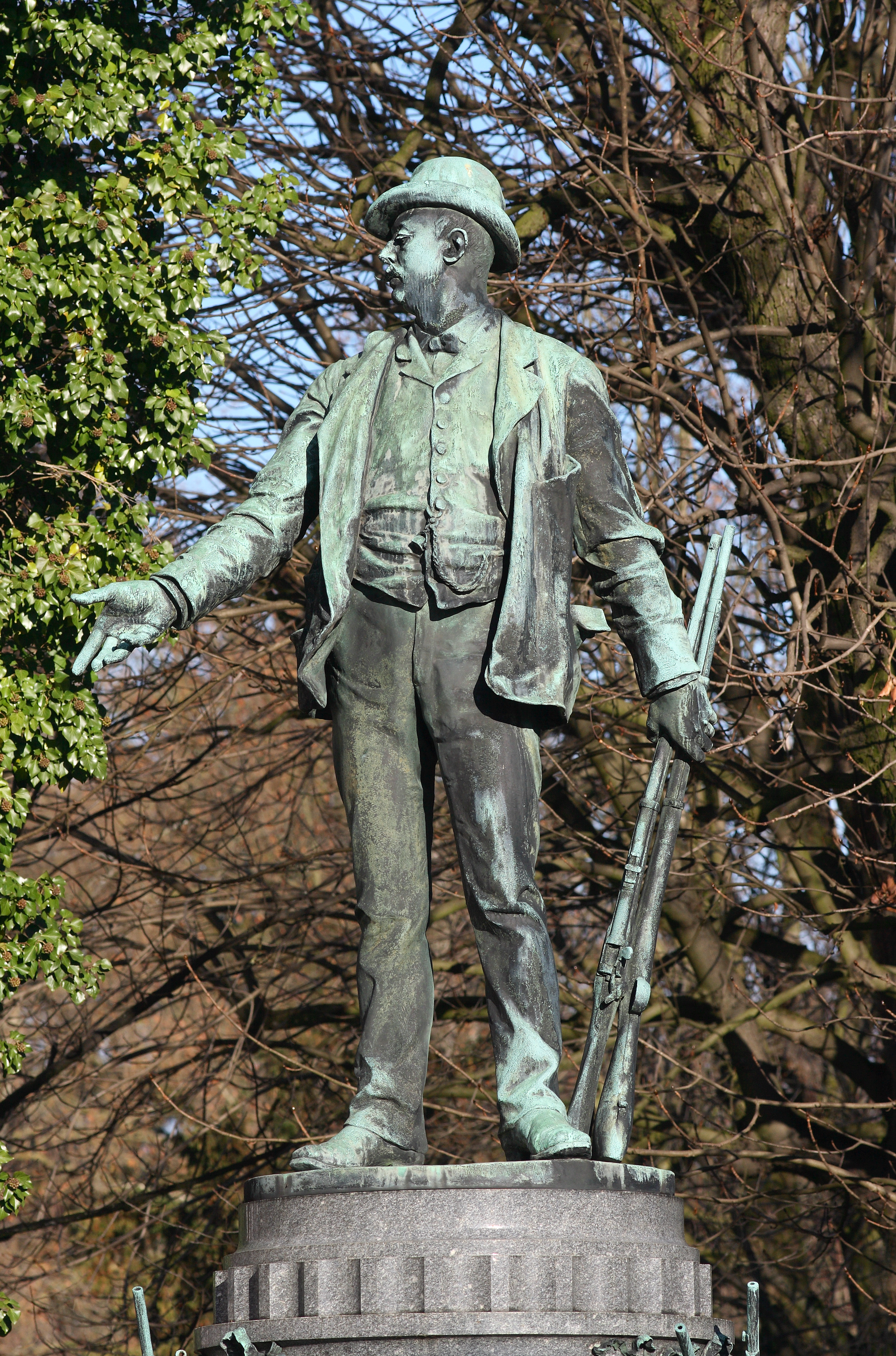
Standbild Werndls
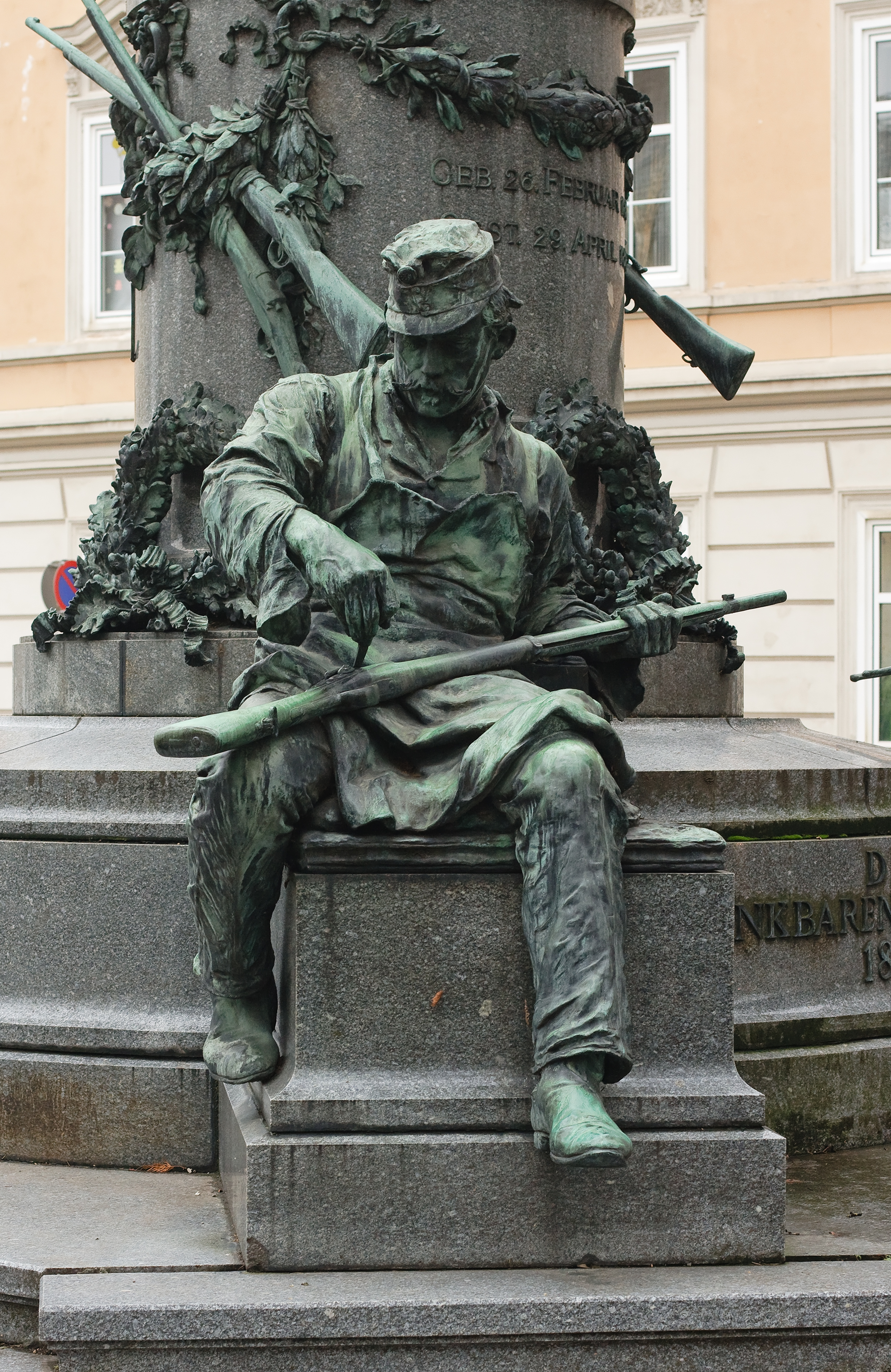
Monteur
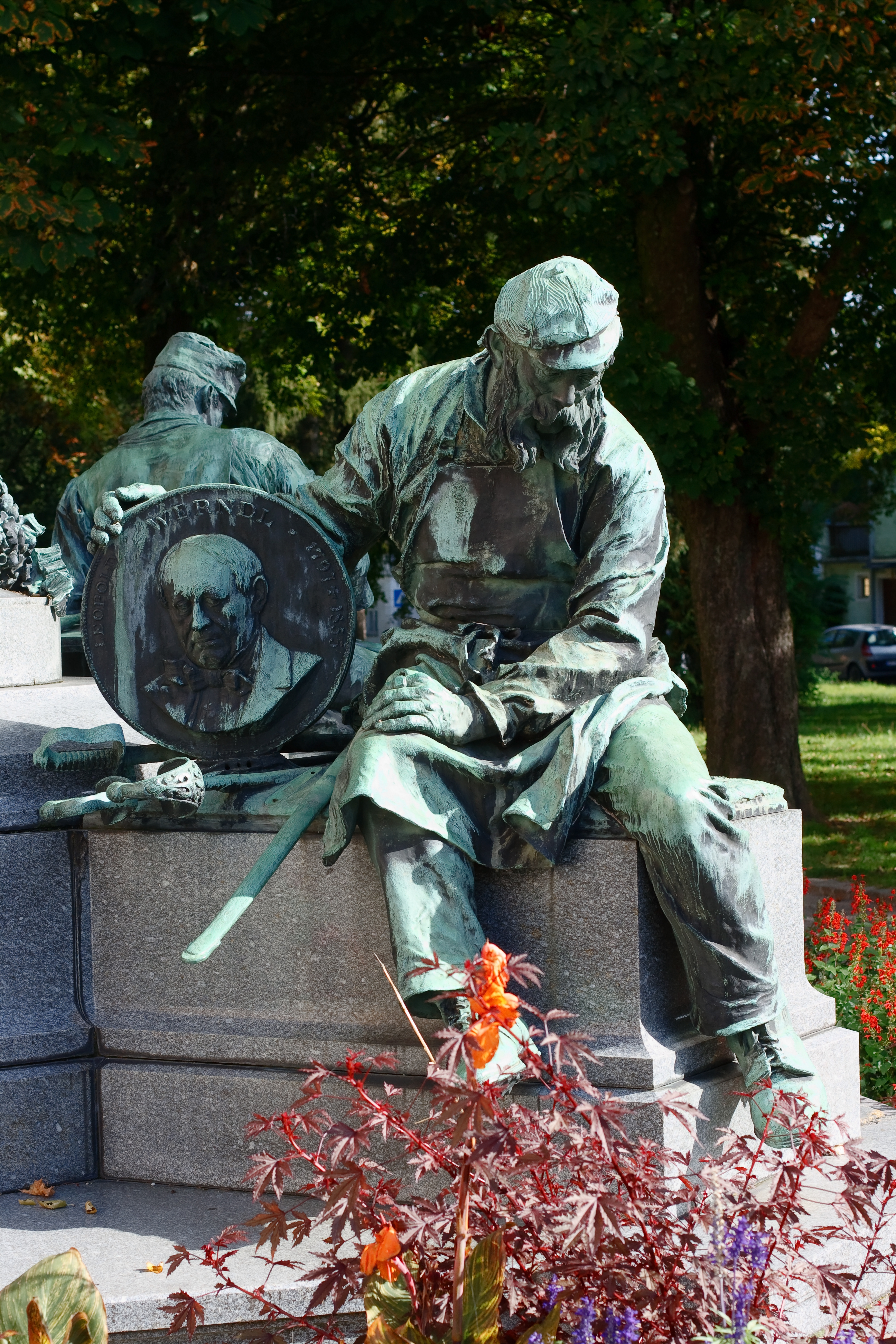
Säbelmacher mit Porträt Leopold Werndls
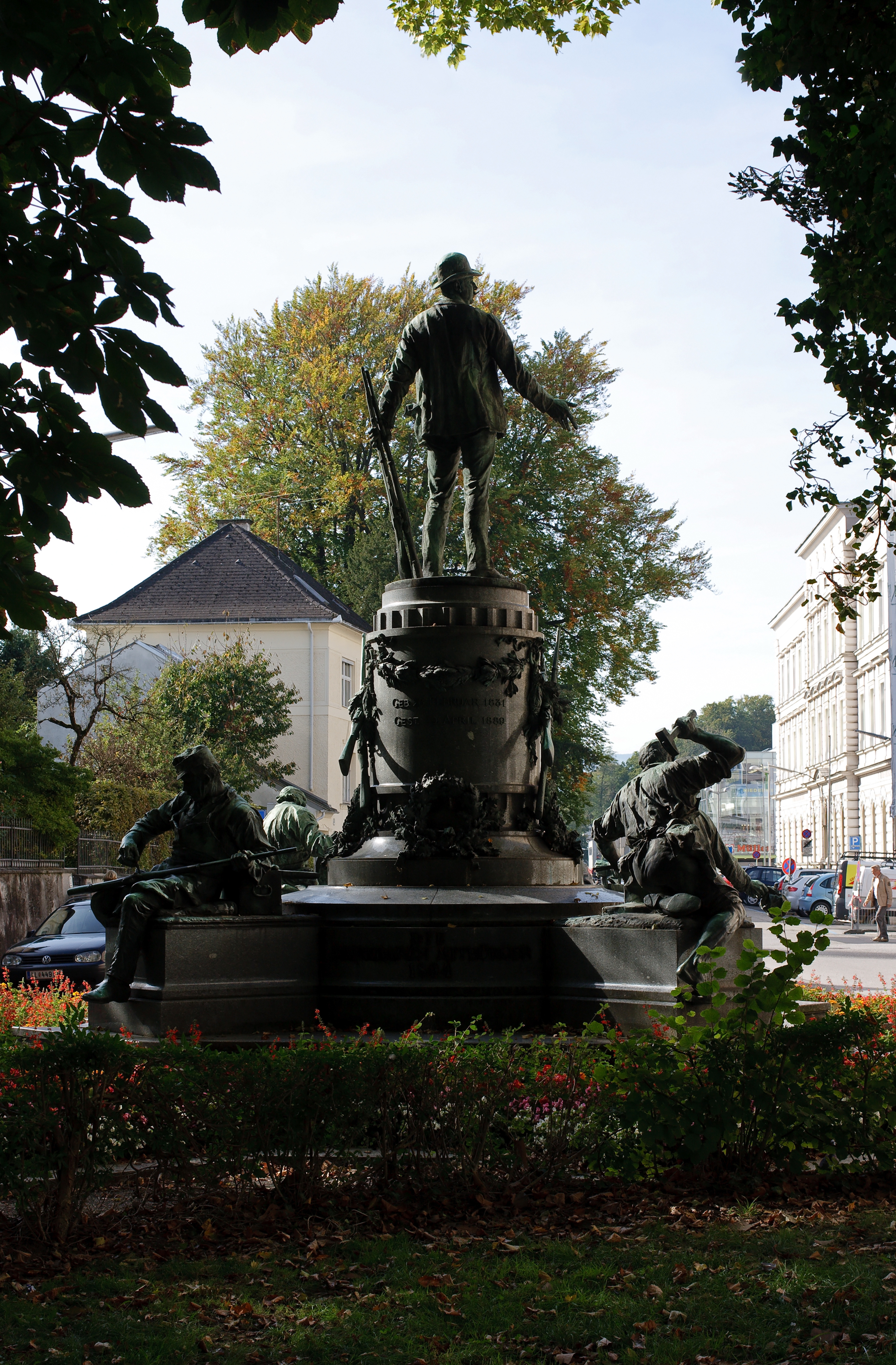
Rückansicht
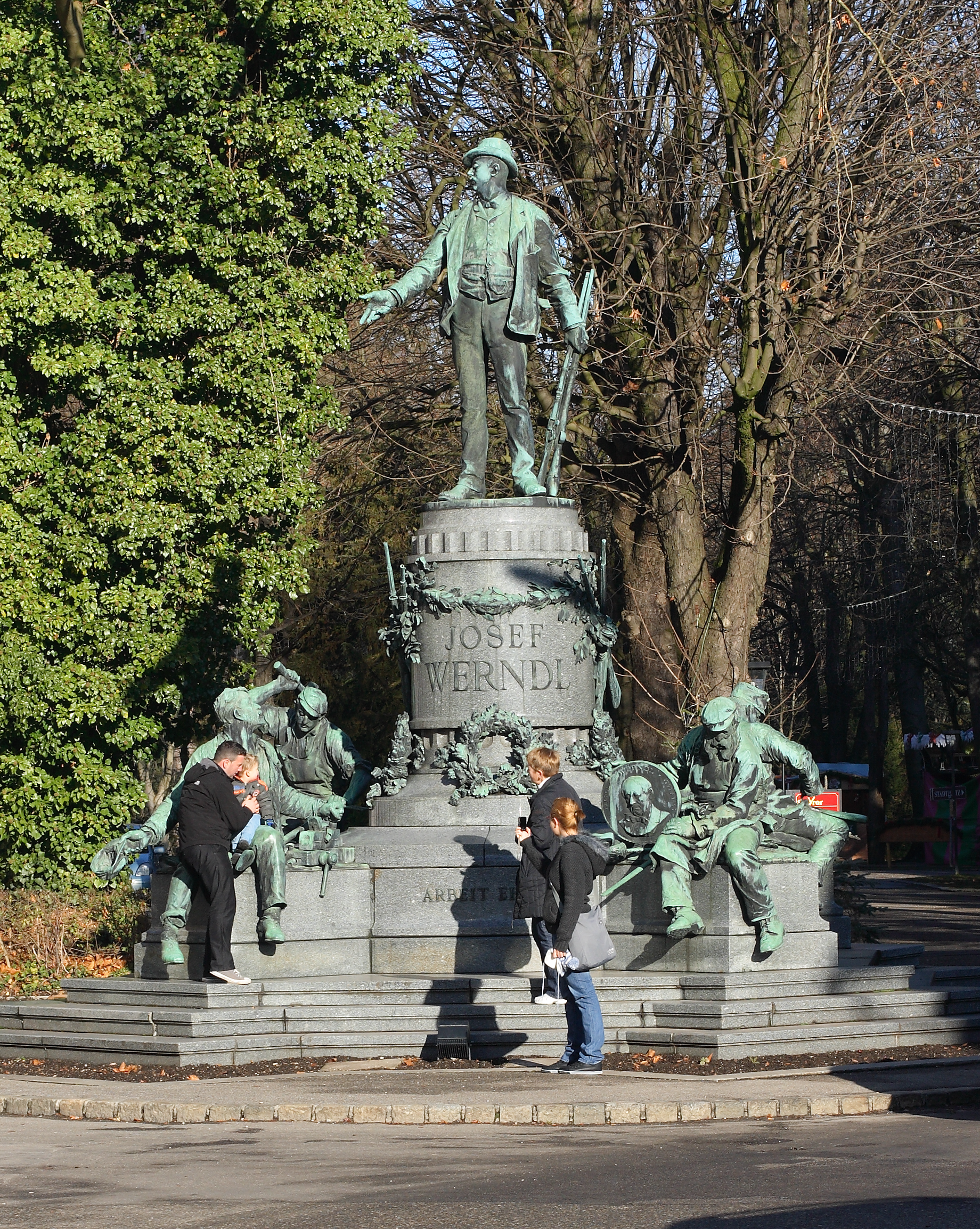
Die Bronzefiguren im Größenvergleich zu Menschen